# Crysis 3
A Crysis 3 belső nézetű, lövöldözős játék, amelyet a Crytek fejlesztett és az Electronic Arts adott ki 2013 februárjában Microsoft Windows, PlayStation 3 és Xbox 360 platformokra. Hivatalosan 2012. április 14-én jelentették be a Crysis-sorozat harmadik részét, ami a 2011-ben megjelent Crysis 2 folytatása és a CryENGINE 3  motort használja.

## Történet
Aki a Crysis 2-ben öngyilkos lesz - Prophet, azaz Próféta -, asszimilálja Alcatraz-t, aki a második rész főszereplője. Ezek után 26 évvel a CELL nevű szervezet szinte már átvette az irányítást a Föld felett. Ezen CELL korrupt szervezet feladata a lakosság védelme lenne, de ők csak azért pusztítják a ceph-eket, hogy fel tudják használni a fegyvereiket/technológiáikat. A Prophet a CELL fogságába esik, és egy hajóval elszállítják a laboratóriumukba, hogy leszedjék róla a NanoSuit-ot. A Crysis egyik főszereplője azonban Pschyo megmenti. Pschyo NanoSuit-ját korábban már a CELL megszerezte, őt akkor egy CELL ellenes felkelés mentette meg. Nomád, az első rész főszereplője, a CELL laboratóriumában az egyik pályán található, de már nem él. Róla már a második részben kiderült, hogy halott.